# Justicia anisotoides
Justicia anisotoides är en akantusväxtart som beskrevs av J. R. Wood. Justicia anisotoides ingår i släktet Justicia och familjen akantusväxter. Inga underarter finns listade i Catalogue of Life.